# Терми (дим)
Те́рми (греч. Δήμος Θέρμης) — община (дим) в Греции. Административно относится к периферийной единице Салоники в периферии Центральная Македония. Население 53 201 человек по переписи 2011 года. Площадь 382,91 квадратного километра. Плотность 139,23 человека на квадратный километр. Административный центр — Терми. Димархом с 1998 года является Теодорос Пападопулос (Θεόδωρος Παπαδόπουλος).
Община Терми создана в 1994 году (ΦΕΚ 135Α). В 2010 году (ΦΕΚ 87Α) по программе «Калликратис» к общине Терми присоединены упразднённые общины Василика и Микра.